# Bihardancsháza
Bihardancsháza là một thị trấn thuộc hạt Hajdú-Bihar, Hungary. Thị trấn này có diện tích 8,31 km², dân số năm 2010 là 198 người, mật độ 24 người/km².